# Polykastro
Polykastro (in greco Πολύκαστρο?) è una frazione del comune greco di Paionia.
Fino a dicembre 2010 fu comune autonomo ma fu soppresso a seguito della riforma amministrativa (Programma Callicrate) del gennaio 2011.